# Carlo Scognamiglio (cyclisme)
Pour les articles homonymes, voir Carlo Scognamiglio.
Carlo Scognamiglio (né le 31 mai 1983 à Seriate, dans la province de Bergame en Lombardie) est un coureur cycliste italien, spécialiste des courses d'un jour.

## Biographie
Après avoir été stagiaire en 2004 et 2005 dans les équipes De Nardi et Domina Vacanze, Carlo Scognamiglio passe professionnel en 2006 dans l'équipe Milram. Il termine 6e du Grand Prix de Denain dès sa première saison, puis confirme ses aptitudes pour les courses d'un jour à l'été 2007, terminant 8e du Grand Prix de Plouay et 4e du Grand Prix de l'industrie et du commerce de Prato. 
En 2008, Scognamiglio rejoint l'équipe Barloworld, avec laquelle il prend la 2e place du Tour de Vénétie, en août 2009. Il participe également pour la première fois au Tour d'Italie, en 2008. Après l'arrêt de sa formation, Scognamiglio s'engage dans l'équipe ISD-Neri pour 2010, puis le Team Vorarlberg en 2011.

## Palmarès

### Palmarès amateur
- 2001
  - 3e du Trofeo Emilio Paganessi
- 2003
  - Trofeo Leto Sergio
- 2004
  - Trophée Mario Zanchi
  - Trofeo Bettoni
  - 2e du championnat d'Italie sur route espoirs
- 2005
  - Trofeo Taschini
  - Medaglia Oro Angelo Fumagalli
  - 2e du Trophée Mario Zanchi
  - 2e du Mémorial Angelo Fumagalli
  - 2e de la Coppa Collecchio
  - 3e de Chieti-Casalincontrado-Blockhaus

### Palmarès professionnel
- 2007
  - 8e du Grand Prix de Plouay
- 2009
  - 2e du Tour de Vénétie

## Résultats sur les grands tours

### Tour d'Italie
1 participation
- 2008 : 126e

## Classements mondiaux
| Année              | 2007 | 2008 | 2009 | 2010 |
| ------------------ | ---- | ---- | ---- | ---- |
| Classement ProTour | 156e |      |      |      |
| UCI Europe Tour    |      | 812e | 144e | 560e |